# Korozja równomierna
Korozja równomierna – korozja rozprzestrzeniająca się równomiernie na całej powierzchni materiału. Do tej grupy zalicza się rdzewienie żelaza i matowienie srebra. Ten rodzaj korozji jest najmniej niebezpieczny, nie powoduje zmniejszenia wytrzymałości materiału.